# 由良村
由良村（ゆらむら）は、かつて京都府加佐郡にあった村。現在の宮津市字由良・石浦にあたる。

## 地理
- 海洋：若狭湾
- 山岳：由良ヶ岳

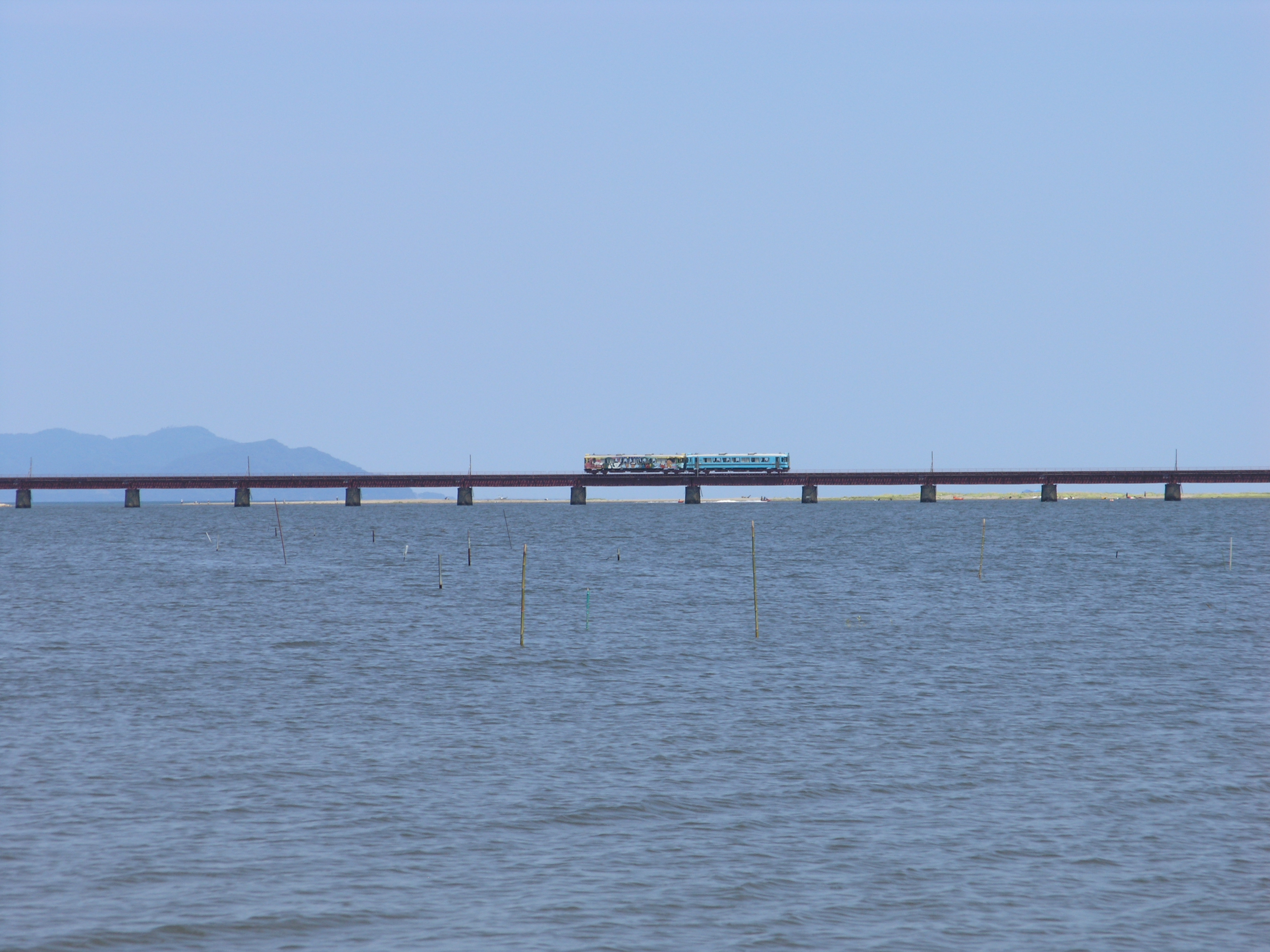
由良川河口を渡る京都丹後鉄道宮舞線

- 河川：由良川 - 河口は「由良の門」（由良の戸）と呼ばれ、歌枕となっている。
- 島嶼：桃島

## 歴史
- 1889年（明治22年）4月1日 - 町村制の施行により、由良村・石浦村の区域をもって加佐郡由良村が発足。
- 1956年（昭和31年）9月20日 - 由良村が宮津市に編入される。同日由良村廃止。宮津市には大字由良が設置される。

## 経済

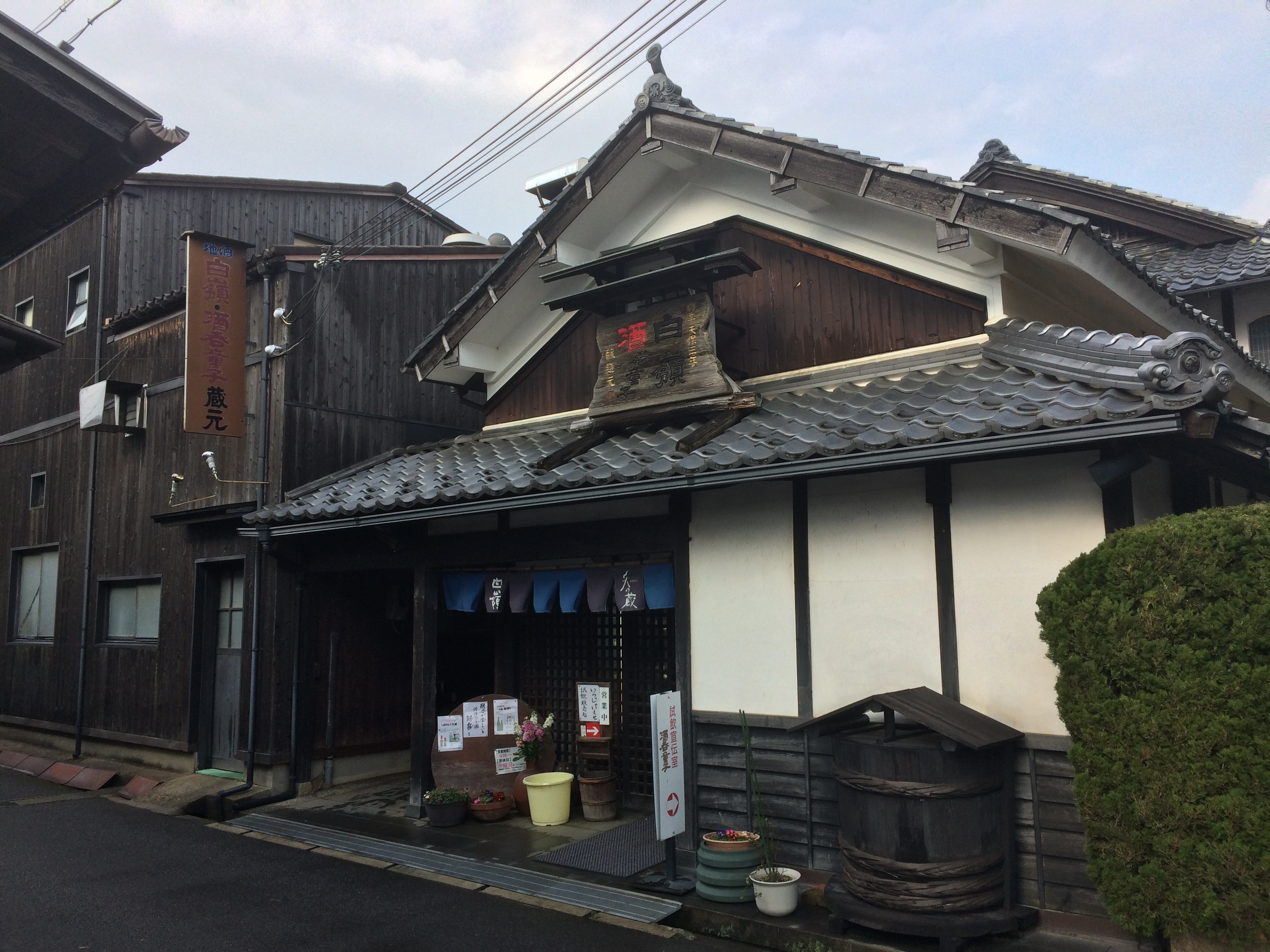
ハクレイ酒造

- ハクレイ酒造

## 教育
- 由良村立由良小学校

## 交通

### 鉄道
- 日本国有鉄道宮津線[1]
  - 丹後由良駅

### 道路
- 国道178号

## 名所・旧跡

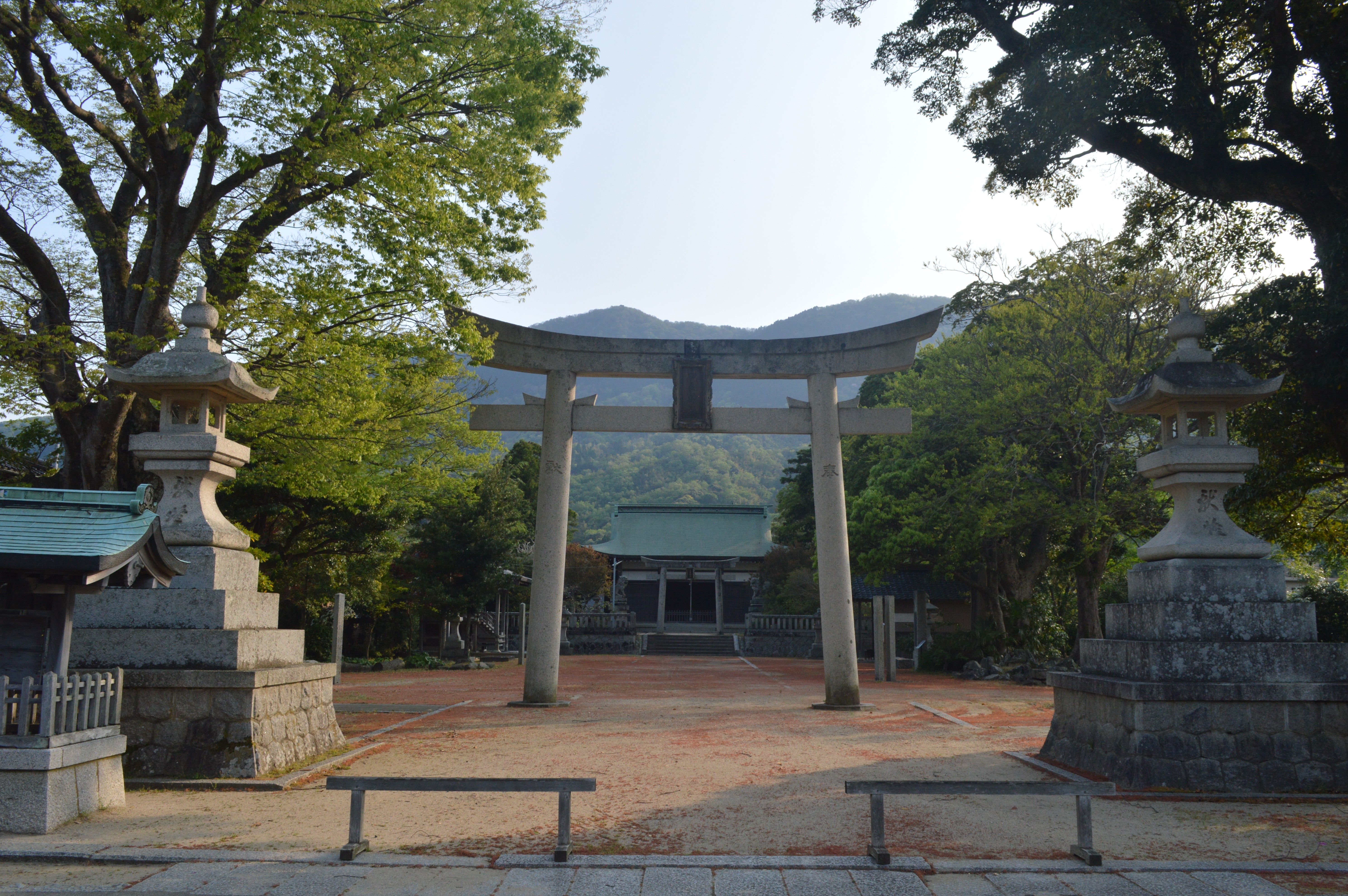
由良神社

- 由良神社 - 府社。
- 奈具神社 - 式内社。村社。
- 松原寺 - 曹洞宗の寺院。

## 出身者
- 澤井市造（中国語版） - 台湾などで活躍した実業家。汐汲浜公園に石碑が建つ。